# Déforestation en Bolivie

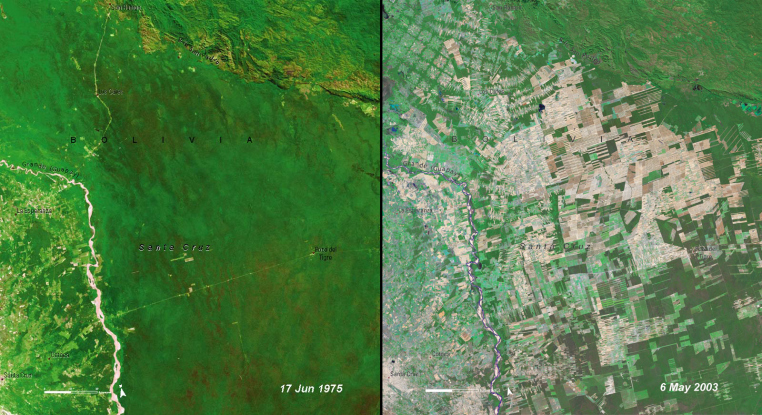
Évolution de la déforestation en Bolivie entre 1975 et 2003 - Courtesy NASA/JPL-Caltech

La déforestation en Bolivie a commencé dans les années 1950 et s'est traduite par une diminution de la surface forestière de 31 388 milliers d’hectares en 1990 à 29 360 milliers d'hectares en 2005, soit de 6,5 %. La déforestation se définit selon la FAO comme étant « la conversion de forêts en autres utilisations des terres ou en la réduction à long terme de la canopée des arbres au-dessous du seuil minimum de 10 pour cent ». Le taux de déforestation se mesure comme étant le nombre de milliers d’hectares déboisés pendant une période définie.   

## Définition
Le processus  de déforestation est une problématique complexe du fait qu’elle conjugue des aspects écologiques, politiques et économiques divers voire divergents. 
48,6 % de la surface bolivienne est couverte par la forêt amazonienne et 70 % de celle-ci se trouve dans la zone des plaines, où le taux de déforestation a été le plus élevé en Bolivie durant les 50 dernières années augmentant chaque année de 5 %,.

## Historique
La déforestation est un phénomène apparu dans les années 1950 en Bolivie, principalement dans la région des plaines. Cette déforestation est le résultat de deux grandes périodes durant lesquelles deux modèles de développement ont été instaurés. Le premier modèle, institué à partir des années 1950, a marqué le commencement du processus de déforestation qui n’a été que renforcé avec le deuxième modèle durant les années 1980. Ces deux modèles avaient pour objectif de favoriser un développement de la croissance économique nationale et un processus de libéralisation mais aussi de diversifier l’économie interne.  Pour ce faire, le gouvernement bolivien avait mis en place des politiques d’expansion agricole et de développement des exploitations minières et pétrolières. En 2018, la Bolivie est le troisième pays d'Amérique du Sud (après le Brésil et la Colombie) le plus touché par la destruction de ses forêts primaires.

## Causes
En Bolivie, le principal facteur de déforestation illégale est la culture du soja (destiné en grande partie à l'exportation).

## Conséquences

### Exode rural
Une première conséquence est liée à l’augmentation de l’activité industrielle qui a obligé les entreprises à employer de plus en plus de main d’œuvre. De nombreuses familles rurales sont venues s’installer dans ces zones industrialisées pour bénéficier des avantages qu’elles offraient : à savoir une situation près de grands axes, des droits de propriété à la terre accessibles et de nombreuses offres de travail. 
De ce fait, le développement de l’activité industrielle a causé une déforestation par l’implantation des exploitations mais également pour l’installation des populations immigrées. 
La déforestation est donc directement liée à l’exode des populations rurales vers les zones industrielles, ce cercle vicieux s’amplifiant avec la croissance de l’activité industrielle. 

### Abandon des terres et déforestation illégale
La déforestation a permis une augmentation des surfaces agricoles exploitées et un recours massif à l’agriculture industrielle. La hausse de la production agricole consistait en un changement continu des cultures et une exploitation intense des terres. Ces techniques ont causé une diminution des rendements des exploitations. Les agriculteurs boliviens se sont retrouvés dans l’obligation de délaisser leurs terres au profit de nouvelles. Ce processus a engendré l’émergence de pratiques de déforestation illégale. 

### Axes routiers

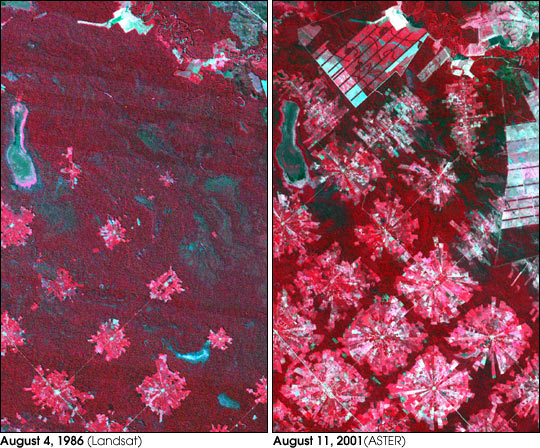
Évolution de la déforestation dans une zone de Bolivie entre 1986 et 2001 autour d'axes routiers

Pour satisfaire leurs besoins constants en nouvelles terres, les industries ont dû s’aventurer de plus en plus profondément dans la forêt amazonienne, ce qui a nécessité la construction massive de grands axes routiers. Ces axes routiers ont provoqué l’émergence d’un phénomène de morcellement des terres occupées par divers groupes sociaux. Ces groupes sociaux se sont retrouvés contraints par les gouvernements et agences internationales de quitter leurs terres des forêts tropicales,  ce qui a amené à des transferts massifs de populations et donc à des migrations vers les pays frontaliers.   La déforestation n’a fait qu’aggraver les conflits entre les propriétaires privés  (regroupant les fermiers locaux, les colonisateurs et les multinationales), les peuples indigènes mais aussi les défenseurs des aires protégées. Le morcellement des terres amené par les processus d’industrialisation a rendu la division des terres encore plus complexe.  

### Peuples indigènes
La déforestation en Bolivie a également indirectement réduit l’autonomie des peuples indigènes au profit de l’État.
Par exemple, dans le département de Cochabamba, les groupes indigènes présents dans la forêt amazonienne ont échappé de peu à une invasion de leurs terres par les industriels. Pour ce faire, ils ont mis en place une marche pour « leur dignité et leurs territoires » dans les années 1990 pour contraindre le gouvernement à faire respecter leur droit. La « loi de la colonisation » est ainsi été promulguée en 1966 qui donnait aux groupes indigènes de Cochabamba l’autorisation légale d’occuper les territoires mais sous surveillance étatique. Un autre exemple plus spécifique est celui de la tribu Yuracaré vivant dans la région de Cochabamba et du Beni.  Les décisions et activités liées au management de la forêt se prennent au niveau familial dans des clans appelés corregimiento. Chaque corregimiento a sa propre organisation en matière de ressources naturelles.  Mais l’exploitation des forêts dans leur région a créé des déséquilibres dans la répartition des ressources qui ont engendré des conflits entre les corregimiento. Les clans ont donc établi un système de propriété des arbres pour répartir les richesses équitablement. Ce système s’est mis en place par la présence d’associations à partir de 1991 dans les corregimiento qui organisaient l’exploitation des arbres et interagissaient avec le département de protection des arbres du gouvernement bolivien.

### Biodiversité
La déforestation a modifié la biodiversité bolivienne principalement à cause de l’expansion de l’agriculture industrielle.  Chapare, une région du sud-ouest Bolivie, en est un exemple plus que pertinent. La colonisation de cette région a débuté dans les années 1970, les terres forestières ont été rasées pour cultiver de la cocaïne. Ces cultures ont perturbé l’équilibre environnemental de cette région, non seulement en causant la disparition d’espèces biologiques mais aussi en dégradant l’habitat de certaines espèces animales. 